# Програма «Мегатонни в мегавати»
Програма «Мегатонни в мегавати», яка також називається Угода між США та Росією про купівлю високозбагаченого урану, була угодою між Росією та Сполученими Штатами. Офіційна назва програми — «Угода між Урядом Російської Федерації та Урядом Сполучених Штатів Америки про розпорядження високозбагаченим ураном, видобутим з ядерної зброї» від 18 лютого 1993 року. Згідно з цією Угодою, Росія погодилася постачати Сполученим Штатам низькозбагачений уран (НЗУ), отриманий з високозбагаченого урану (ВЗУ), який, як виявилося, перевищує російські оборонні потреби. Сполучені Штати погодилися закупити паливо з низькозбагаченого урану.
Оригінальна пропозиція щодо цієї програми була зроблена Томасом Неффом, фізиком з Массачусетського технологічного інституту, у статті від 24 жовтня 1991 року в The New York Times. 28 серпня 1992 року в Москві учасники переговорів США та Росії парафували 20-річну угоду, а президент Джордж Буш-старший оголосив про угоду 31 серпня 1992 року. У 1993 році угода була підписана та ініційована президентом Біллом Клінтоном, а контракт на комерційну реалізацію був підписаний обома сторонами. Програма була успішно завершена в грудні 2013 року.

## Умови програми
Згідно з цією Угодою, Сполучені Штати і Росія погодилися комерційно реалізувати 20-річну програму перетворення 500 метричних тонн ВЗУ (урану-235, збагаченого до 90 відсотків), взятого з боєголовок радянських часів, на НЗУ (менше 5 відсотків урану 235). Умови угоди передбачали реалізацію її на комерційних умовах без державного фінансування. В угоді Міністерство енергетики було визначено виконавчим агентом американської сторони. Міністерство енергетики призначило нещодавно приватизовану Корпорацію збагачення США (USEC) комерційним агентом, виконавчим виконавцем програми. Російська Федерація визначила Техснабекспорт (TENEX), комерційну дочірню компанію свого Міністерства атомної енергетики (Мінатом), агентом для реалізації програми на комерційних умовах. 14 січня 1994 року було підписано комерційний контракт між USEC і TENEX (контракт ВЗУ-НЗУ). Умови також вимагали, щоб ВЗУ перетворювався шляхом розбавлення (перетворення) на НЗУ на російських ядерних установках. Потім USEC придбає низькозбагачене паливо та транспортує його на свої підприємства в США. Перша партія НЗУ відбулася в травні 1995 року.
Цінність процесу складається з двох компонентів: НЗУ (компонент живлення природного урану) і робота, задіяна в процесі перетворення, виміряна як одиниці роздільної роботи (ОРР). Обидва мають окрему комерційну цінність. Ранні розбіжності щодо тлумачення умов урядових і комерційних угод з цього питання призвели до суперечок і деяких затримок. Хоча кожна партія містить НЗУ, комерційний характер світового ринку урану визначає уран і компоненти збагачення як окремі комерційні цінності та витрати. Досягнуте рішення полягало в тому, щоб USEC продовжила виплати за придбаний компонент SWU, а також передала російській стороні еквівалент кормового компоненту НЗУ. У березні 1999 року Мінатом і Міністерство енергетики США підписали Угоду про передачу вихідного матеріалу Російській Федерації (Угода про передачу), і в той же час TENEX підписало Контракт з групою західних компаній (Cameco, Канада; Cogema, Франція; Nukem, Німеччина/США) щодо закупівлі LEU Feed. Минали роки, численні умови комерційного контракту були переглянуті та переглянуті для врахування взаємних інтересів.

## Короткий зміст програми
Програму від мегатонн до мегават було розпочато в 1993 році та завершено за графіком у грудні 2013 року. Загалом 500 тонн російського високозбагаченого урану (що еквівалентно 20 008 ядерним боєголовкам) було перетворено в Росії на майже 15 000 тонн НЗУ (низькозбагаченого урану) і продано до США для використання в якості палива на американських атомних електростанціях. Ця програма була найбільшою та найуспішнішою програмою нерозповсюдження ядерної зброї на сьогодні. Першою атомною електростанцією, яка отримала низькозбагачене паливо з вмістом урану за цією програмою, була атомна станція Купер у 1998 році. Під час 20-річної програми «Мегатонни до мегават» до 10 відсотків електроенергії, виробленої в Сполучених Штатах, вироблялося на паливі, виготовленому з використанням НЗУ з російського ВЗУ.
Протягом цього періоду на порівняно скромній основі уряд США також перетворював частину свого надлишкового ВЗУ для ядерних боєголовок на паливо для електростанцій. Було також докладено зусиль, щоб продемонструвати комерційну доцільність перетворення плутонію бойових частин на паливо для доповнення ядерного палива для електростанцій США.
Джерела ядерної промисловості передбачили високі тенденції попиту, які потребуватимуть пошуку інших джерел постачання урану після завершення угоди з мегатонн до мегават. У 2011 році TENEX і USEC підписали довгостроковий контракт (перехідна угода про постачання – TSA) про надання послуг зі збагачення в Сполучених Штатах, згідно з яким після 2015 року щорічні поставки можуть досягти рівня приблизно половини річного обсягу поставок згідно з угодою щодо ВЗУ. Не було оголошено жодних планів щодо нових ініціатив, подібних до програми Мегатонни в мегавати.